# Kiril Kulish
Kiril Jacob Kulish (San Diego, 16 febbraio 1994) è un attore, cantante e ballerino statunitense.
È uno dei tre giovani attori che nel 2008 ha interpretato Billy Elliot nell'omonimo musical tratto dal celebre film di Stephen Daldry, a Broadway; per la sua performance, Kulish e gli altri due ballerini hanno vinto il Theatre World Award, l'Outer Critics Circle Award ed il Tony Award al miglior attore protagonista in un musical.